# Мелких, Алексей Владимирович
Алексей Вениаминович Мелких (род. 17 августа 1966) — российский физик и биофизик.

## Образование
Учился в Уральском политехническом институте (Свердловск, СССР).

## Исследования и карьера
С начала 90-х годов доктор Алексей начал свою научную работу под руководством профессора Селезнева В. Д. по моделированию активного транспорта ионов в биомембранах различных клеток на основе неравновесной термодинамики и статистической физики. Его исследовательские интересы включают моделирование биологической эволюции, интеллекта, транспорта веществ через клеточные мембраны, квантовой механики, фазовых переходов и космологии. Он написал около 100 статей в рецензируемых журналах. В настоящее время он профессор кафедры технической физики Уральского федерального университета (Екатеринбург, Россия).
Он предложил Теорию направленной эволюции жизни. В своей теории он описал главную проблему эволюции живых систем в том, что источник сложности на сегодняшний день остается нерешенным. Эта проблема приводит к необходимости создания новой теории эволюции. Основываясь на рассмотрении сложности живых систем, Мелких А. В. предложена новая концепция жизни и её эволюции. Таким образом, эволюция жизни во вселенной является регулярным процессом, похожим на рост дерева. Более того, понимание живых систем на молекулярном уровне требует новых законов физики. Для проверки предложенной концепции необходимы дальнейшие эксперименты, которые позволят нам изучить динамику взаимодействия биологически важных молекул на атомном уровне.

## Публикации
- Alexey V. Melkikh, and Maria Sutormina. «Intra- and intercellular transport of substances: Models and mechanisms». Journal of Progress in Biophysics and Molecular Biology[6].
- Alexey V. Melkikh. «Thinking as a quantum phenomenon». Journal of Biosystems[7].
- Alexey V. Melkikha, and Andrei Khrennikov. «Mechanisms of directed evolution of morphological structures and the problems of morphogenesis». Journal of Biosystems[8].
- Alexey V. Melkikh, and Dirk K.F. Meijer. «On a generalized Levinthal’s paradox: The role of long- and short-range interactions in complex bio-molecular reactions, including protein and DNA folding». Journal of Progress in Biophysics and Molecular Biology[9].